# Silosca superba
Silosca superba är en fjärilsart som beskrevs av László Anthony Gozmány. Silosca superba ingår i släktet Silosca och familjen äkta malar. Inga underarter finns listade i Catalogue of Life.